# Косивска осликана керамика
Косивска осликана керамика је традиционална народна уметност Гуцула, етничке групе која живи на простору западне Украјине и Румуније. Развила се у Косивском округу, по коме је и добила назив. Основна карактеристика косивске осликане керамике је фигуративни дизајн орнамента, а обухвата различите предмете израђене од керамике — посуђе, украсне предмете, играчке и керамичке плочице.
Године 2019. традиција израде косивске осликане керамике уврштена је на Унескову листу нематеријалног културног наслеђа човечанства.

## Гуцули
Гуцули су етничка група која насељава делове западне Украјине и Румуније (тј. делове Буковине и Марамуреша). Често су званично и административно означавани као подгрупа Украјинаца и углавном се сматра да чине шири украјински етнос.

## Историја
Град Косив се често назива престоницом гуцулске керамике. Подручје око града богато је наслагама глине погодне за грнчарство. Традиција израде ових карактеристичних керамичких предмета настала је у 18. веку, а своје златно доба достигла је средином 19. века Грнчарија је вековима била главни производ Косива и околних села. Улогу главног центра народне грнчарије у 18. веку прво је имало село Пиштин, а касније се традиција развила у другим селима, као и граду Косиву. У почетку су косивски грнчари правили само посуђе, а крајем 18. и почетком 19. века почела је да се развија декоративна керамика. Почели су да производе свећњаке, фигуре животиња и плочице за пећи и камине.
Од 19. века центар грнчарства се преселио у Косив. У граду је некада постојао уметнички производни погон „Хуцулшчина” у коме се израђивала ова традиционална керамика. После распада Совјетског Савеза овај погон је престао да постоји, али захваљујући тадашњем шефу Косивске регионалне организације Националне уније уметника Украјине, Ивану Кочержуку, просторије нису уништене. Дате су на коришћење креативним радионицама и оне данас раде свака за себе. У погону су у совјетском времену постојале две велике грнчарске пећи на гас које је користило 10 косивских керамичара.
Косивска осликана керамика има своју керамичку школу, свој стил и своју традицију. Данас се традиција развија у два правца: као мале занатске радње и приватне креативне радионице. Најстарије косивске керамичке плочице чувају се у музејима у Букурешту и Бечу.

## Техника израде
Керамички производи праве се од локалне сиве глине, заливене белом глином кремасте текстуре. Већину производа израђивали су грнчари на грнчарском точку и ти предмети су углавном били примењено посуђе од локалне сировине - глине тамносиве боје, која је током печења поприма црвену нијансу.
Формиран производ се мало осуши и површина се залива „белином” (белом глином) који потиче из централних и источних региона Украјине. Глина има ово посебно име јер се користила за кречење кућа или пећи. „Белин” се ситнио или млео у бубњевима са водом, како би се добила жељена густина и њиме се заливао производ. Затим је посуђе сушено док „белин” не престане да се лепи за руке. Овако припремљен производ спреман је за бојење. Ова традиционална технологија израде сачувана је кроз векове.

### Осликавање
Када се глина осуши, на површини се металним штапићем (гребањем) цртају украси и формирају графичке контуре цртежа. Затим се производи пеку и фарбају бојама на бази металних оксида, како би се добиле традиционалне зелене и жуте боје, незаобилазна карактеристика ове керамике. Понекад мајстори додају мало кобалта, али не толико да би изгубили традиционалну боју. Током печења, зелена боја се шири и ствара ефекат акварела, који се обично назива „сузе“.

### Мотиви цртежа
Основна карактеристика косивске керамике је фигуративни дизајн орнамента. Мотиви цртежа одражавају историју, живот, фолклор, веровања и обичаје Хуцула, као и околну флору и фауну. Најчешћи мотиви су стилизовани цветови, дрвеће, животиње (коњ, јелен, медвед, птица), разне људске фигуре (на пример, ловац, војник, свирач), свеци (најчешће свети Ђорђе и свети Никола). На керамичким плочицама могу се наћи осликане читаве сцене из свакодневног живота.
Косивска керамика има јединствен стил, али су се у оквиру њега у појединим селима развили и подстилови, какви су на пример „Пиштина” и „Кута”. Разликују се по облицима, који могу бити више геометријски или више флористички, као и по специфичним нијансама боја. Препознатљиве карактеристике косивске керамике су:
- тробојна палета (жута, зелена и смеђа) - повезана је са перцепцијом природе (сунце, планине и земља).
- одраз живота Хуцула - њихових веровања и традиционалног начина живота;
- примена библијских сцена и слика светаца, цркава и звоника.[4]

## Употребна вредност косивске керамике
Производи од косивске керамике, поред уметничке, имају и практичну вредност. Користе се у свакодневном животу и обухватају посуђе, украсне предмете, играчке и керамичке плочице којима се облажу традиционалне земљане пећи.

## Традиција
У Косивском округу грнчарска вештина преноси се с генерације на генерацију. Мајстори грнчари раде у малим породичним радионицама. Овај традиционални занат представља део идентитета Гуцула и знак припадности заједници. Некада су се грнчарством бавиле читаве породице, а деца започињала да уче занат још у предшколском узрасту. Најпознатије грнчарске породице су биле Барањука, Хавриша, Кошака, Ухрињука, Бахматјука. Развој керамике Пистина повезан је са радовима породице Зинтјук, посебно Дмитра Зинтјука, чији су године интензивног рада обухватале период од 1840. до 1865. године. Петро Кошак (1860-1942) је познати представник позне генерације пиштинских занатлија. Данас се овај занат одржава у све мање породица, али Одељење уметничке керамике на Коцивском универзитету обезбеђује континуитет традиције, школујући нове мајсторе. Такође има и посебну одговорност за очување традиционалног технолошког циклуса, што подразумева коришћење традиционалних материјала и алата - локална глина, боје, грнчарски точак, грнчарске пећи и друго.